# Болгарія на Дитячому пісенному конкурсі Євробачення
Болгарія на Дитячому пісенному конкурсі Євробачення дебютувала у 2007 році — першими представниками країни стали Bon-Bon з пісею «Bonbolandiya», які посіли 7 місце з 86 балами. Найкращий результат Болгарії принесло тріо Крісія, Гасан та Ібрагім, що виконали пісню «Planet of the Children» на Дитячому Євробаченні 2014 та посіли 2 місце зі 147 балами. Наступного 2015 року країна стала господаркою конкурсу, який пройшов у столиці країни Софії. Загалом Болгарія тричі поверталася до участі у Дитячому Євробаченні після відмови у 2009-2010,  2012-2013 та 2017-2020 роках.

## Історія
Болгарія стала учасницею Дитячого Євробачення у п'ятий рік проведення конкурсу – гурт Bon-Bon з піснею «Bonbolandiya» приніс країні 7 місце з 86 балами. Наступного року на конкурсі в Лімасолі Болгарія посіла останнє місце. У період 2009-2013 років країна брала участь у Дитячому Євробачення лише 2011 року в Єревані – Іван Іванов з піснею «Superhero» досяг 8 місця. 

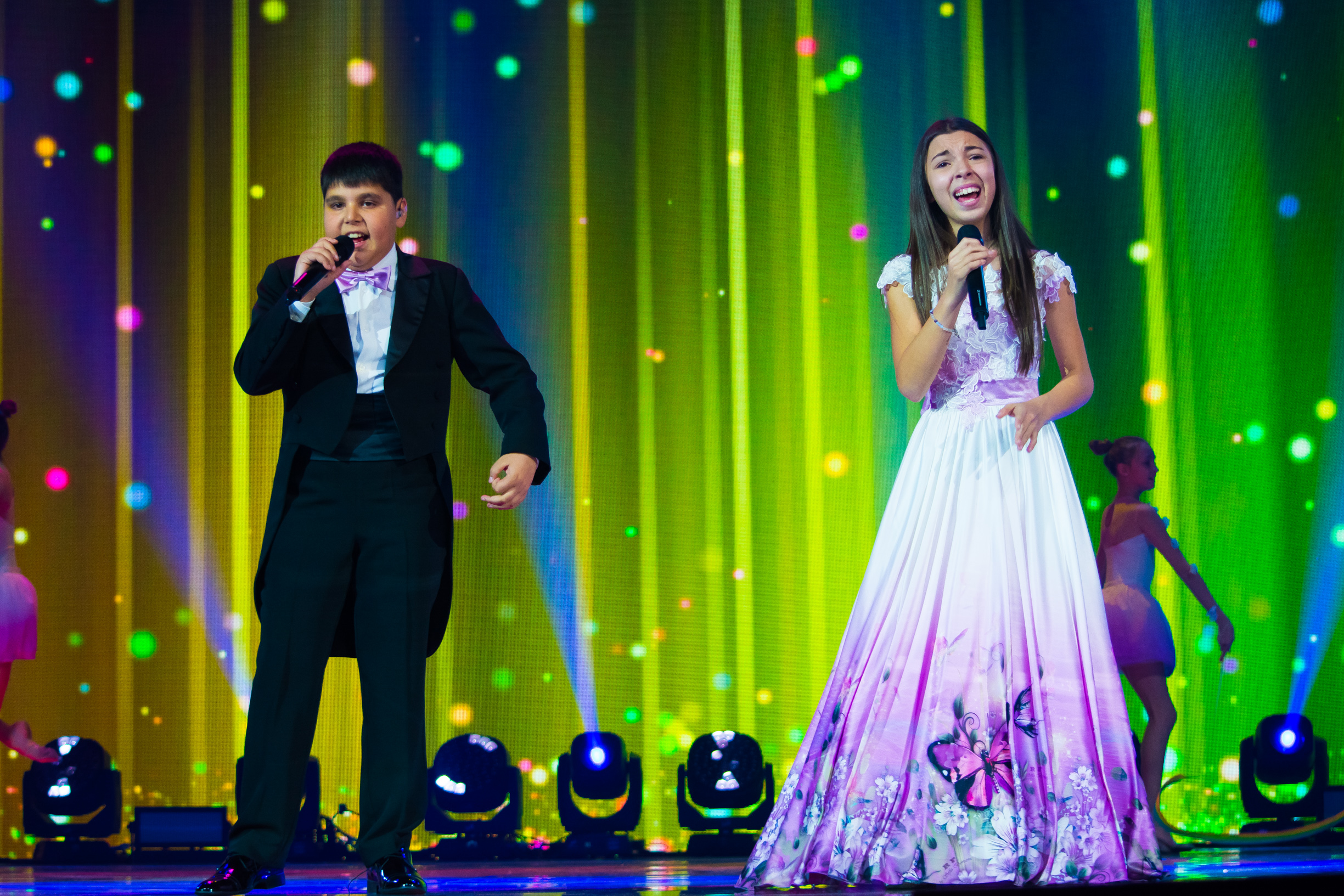
Габріела Йорданова та Іван Стоянов у Софії (2015)

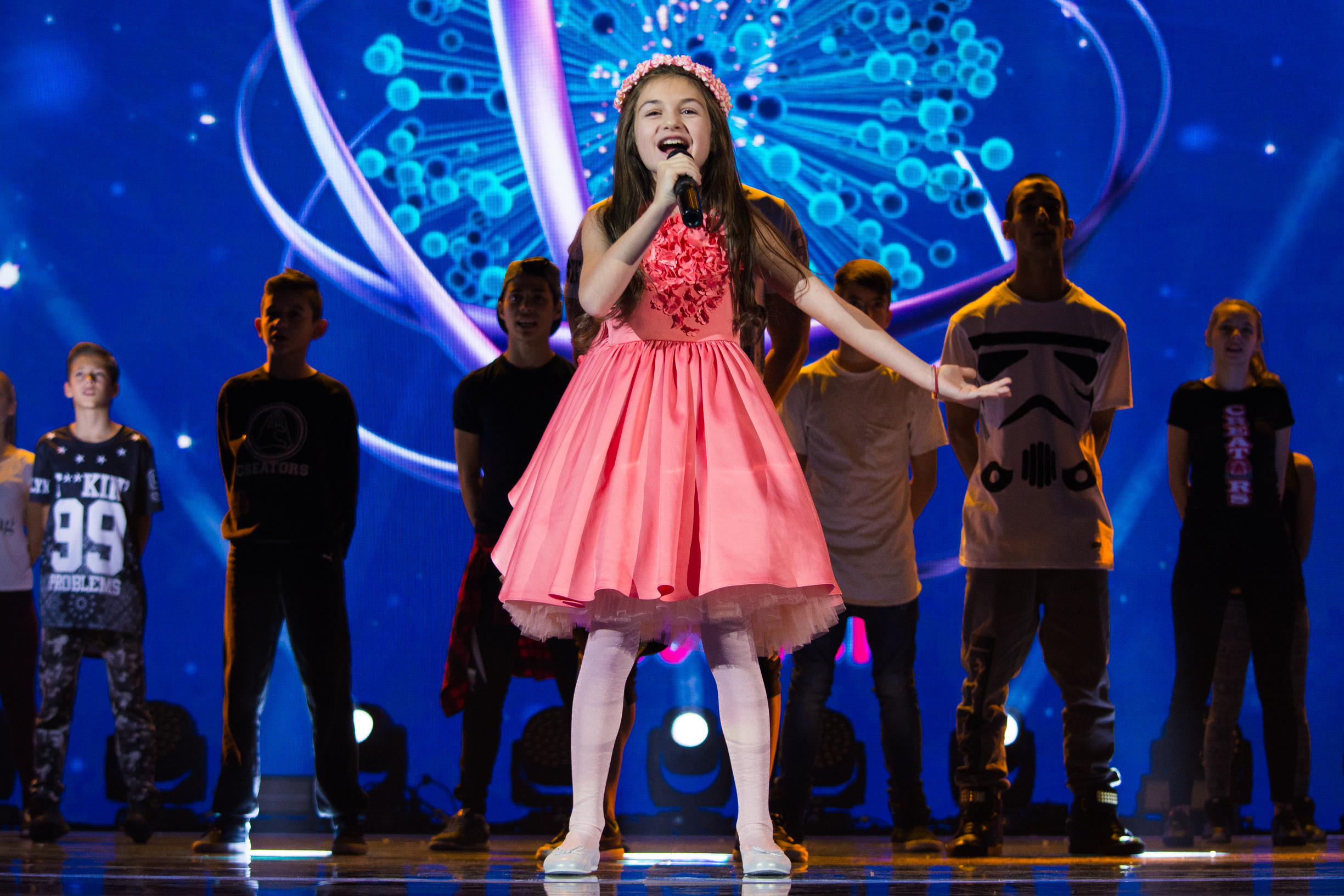
Крісія Тодорова на відкритті Дитячого Євробачення 2015 в Софії

Після повернення на конкурс у 2014 році, Болгарія з піснею «Planet of the Children» у виконанні Крісії, Гасана та Ібрагіма здобула свій найкращий результат за всю історію участі в конкурсі – 2 місце. Наступного року Болгарія була господаркою Дитячого Євробачення 2015, яке пройшло в Софії. У 2015-2016 роках країна двічі поспіль посіла дев'яті місця, а 2017 року знову відмовилася від конкурсу попри те, що початково попередньо підтверджувала свою участь.
У наступні роки Болгарія повернулася на Дитяче Євробачення лише у 2021 році в Парижі, де посіла 16 місце. Уже 2022 року країни знову не було на конкурсі, хоча представники мовника і повідомляли про наміри продовжувати участь. Після цього Болгарія більше не поверталася на Дитяче Євробачення.

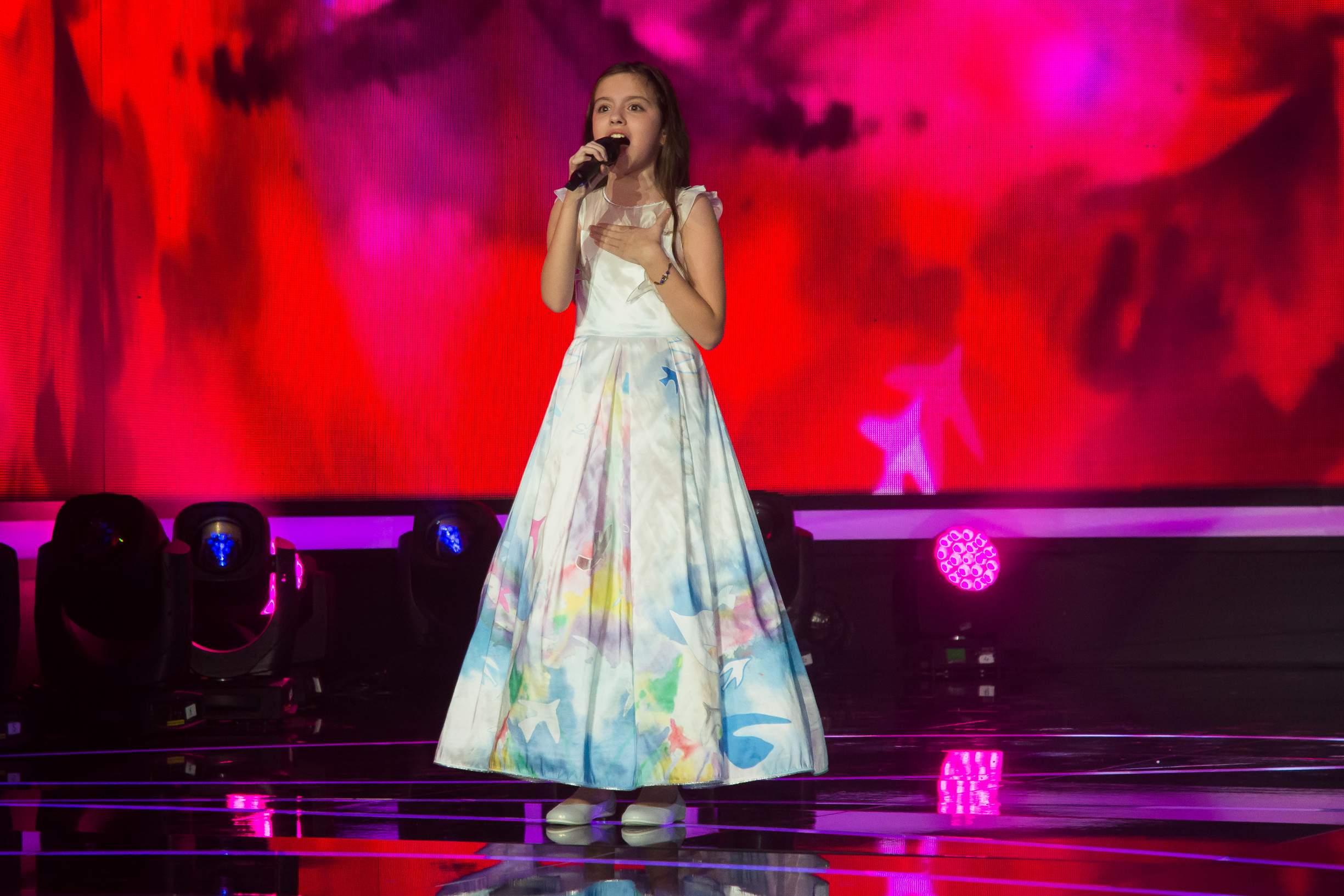
Лідія Ганева у Валлетті (2016)

## Учасники
Умовні позначення
     Друге місце
     Останнє місце
| Рік                               | Місце проведення | Учасник                            | Пісня                                        | Місце | Бали |
| --------------------------------- | ---------------- | ---------------------------------- | -------------------------------------------- | ----- | ---- |
| 2007                              | Роттердам        | Bon-Bon                            | «Bonbolandiya» «Бонболандія»                 | 7     | 86   |
| 2008                              | Лімасол          | Крестяна Крестєва                  | «Edna Mechta» «Одна мрія»                    | 15    | 15   |
| Не брали участь у 2009-2010 роках |                  |                                    |                                              |       |      |
| 2011                              | Єреван           | Іван Іванов                        | «Superhero» «Супергерой»                     | 8     | 60   |
| Не брали участь у 2012-2013 роках |                  |                                    |                                              |       |      |
| 2014                              | Марса            | Крісія, Гасан та Ібрагім           | «Planet of the Children» «Планета дітей»     | 2     | 147  |
| 2015                              | Софія            | Габріела Йорданова та Іван Стоянов | «Colour of Hope» «Колір надії»               | 9     | 62   |
| 2016                              | Валетта          | Лідія Ганева                       | «Magical Day / Вълшебен ден» «Чарівний день» | 9     | 161  |
| Не брали участь у 2017-2020 роках |                  |                                    |                                              |       |      |
| 2021                              | Париж            | Деніслава та Мартін                | «Voice of Love» «Голос любові»               | 16    | 77   |

## Історія голосування (2007—2021)

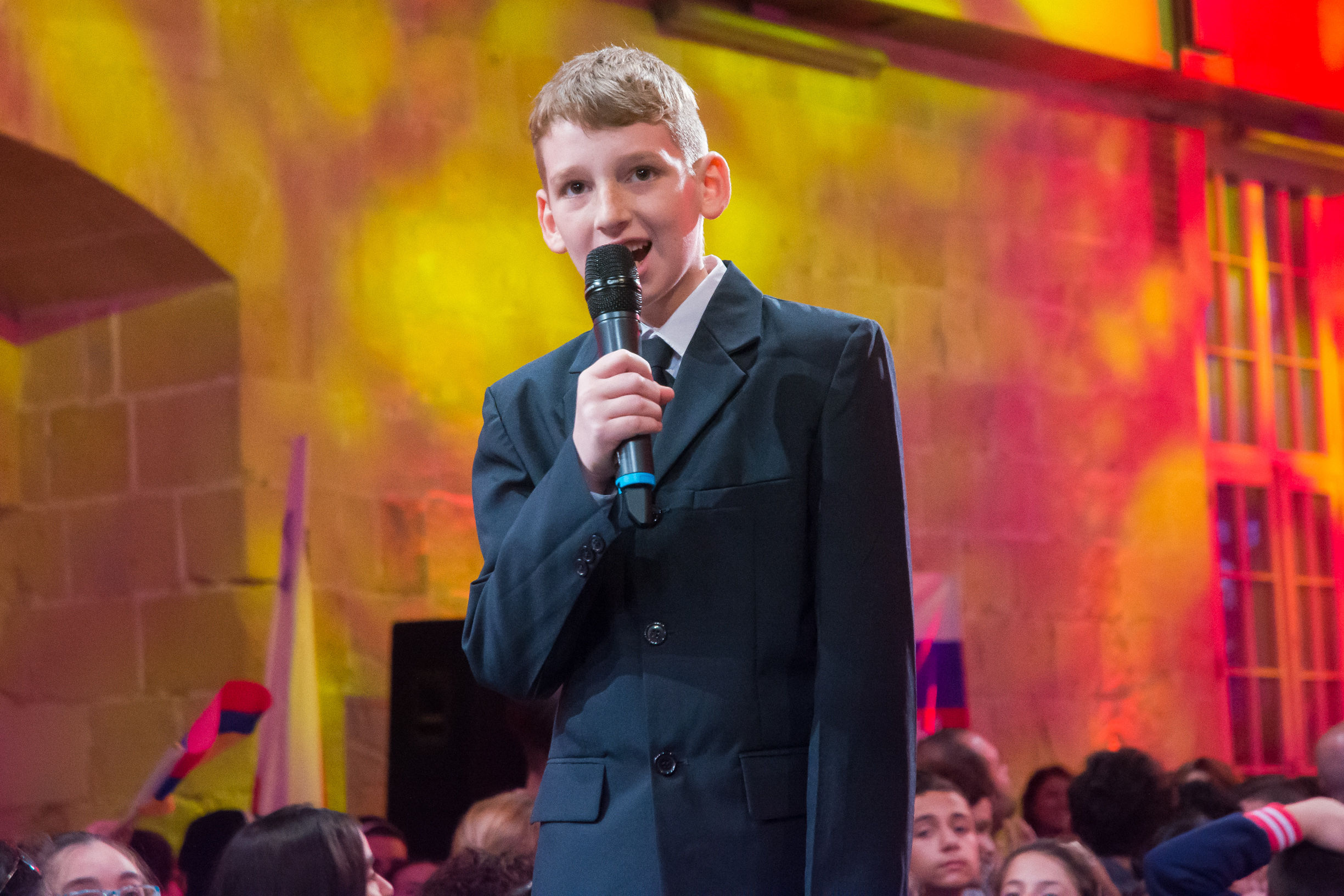
Мілен Павлов оголошує бали болгарського журі на Дитячому Євробаченні 2016

| Дано               | Дано | Отримано           | Отримано |
| Країна             | Бали | Країна             | Бали     |
| ------------------ | ---- | ------------------ | -------- |
| Вірменія           | 52   | Північна Македонія | 36       |
| Грузія             | 42   | Італія             | 35       |
| Росія              | 38   | Нідерланди         | 31       |
| Білорусь           | 34   | Грузія             | 30       |
| Мальта             | 33   | Мальта             | 29       |
| Україна            | 29   | Вірменія           | 22       |
| Італія             | 24   | Кіпр               | 20       |
| Нідерланди         | 23   | Сербія             | 20       |
| Північна Македонія | 20   | Україна            | 20       |
| Сербія             | 15   | Білорусь           | 18       |
| Кіпр               | 12   | Ірландія           | 18       |
| Молдова            | 10   | Швеція             | 18       |
| Франція            | 10   | Росія              | 17       |
| Румунія            | 8    | Чорногорія         | 14       |
| Словенія           | 8    | Польща             | 12       |
| Азербайджан        | 7    | Хорватія           | 12       |
| Бельгія            | 7    | Бельгія            | 11       |
| Албанія            | 6    | Словенія           | 11       |
| Польща             | 6    | Албанія            | 9        |
| Ірландія           | 5    | Румунія            | 8        |
| Швеція             | 5    | Австралія          | 7        |
| Австралія          | 4    | Португалія         | 7        |
| Португалія         | 4    | Азербайджан        | 5        |
| Литва              | 3    | Греція             | 5        |
| Казахстан          | 1    | Молдова            | 4        |
| Греція             | –    | Латвія             | 2        |
| Латвія             | –    | Литва              | 2        |
| Хорватія           | –    | Казахстан          | –        |
| Чорногорія         | –    | Франція            | –        |